# Public Library of Science

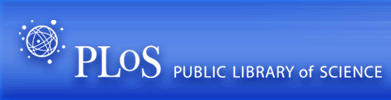
Logo der Public Library of Science

Logo seit März 2020

Die Public Library of Science (PLOS, bis Mitte 2012 PLoS), zu Deutsch „Öffentliche Bibliothek der Wissenschaften“, ist ein nichtkommerzielles Open-Access-Projekt für wissenschaftliche Publikationen in den Vereinigten Staaten mit dem Ziel, eine Bibliothek wissenschaftlicher Open-Access-Zeitschriften und anderer wissenschaftlicher Literatur als frei verfügbare Texte aufzubauen.

## Zeitschriften
Gegenwärtig werden im Rahmen dieses Projektes die folgenden Zeitschriften veröffentlicht:
- PLOS Biology
- PLOS Computational Biology
- PLOS Currents
- PLOS Genetics
- PLOS Hubs: Biodiversity
- PLOS Medicine
- PLOS Neglected Tropical Diseases
- PLOS ONE
- PLOS Pathogens
- PLOS Climate
- PLOS Digital Health
- PLOS Global Public Health
- PLOS Sustainability and Transformation
- PLOS Water

Eine weitere digitale Zeitschrift mit dem Titel PLOS Clinical Trials wurde 2007 mit PLOS ONE zusammengelegt.
Alle Veröffentlichungen sind in dem digitalen PubMed Central (PMC) Archiv der National Institutes of Health (NIH) hinterlegt und werden unter der Creative Commons Attribution License veröffentlicht.

## Geschichte

Open-Access-Logo von PLOS

Die Public Library of Science entstand Anfang des Jahres 2001 nach einem Online-Aufruf von Patrick O. Brown, Biochemiker an der Stanford University und  Michael Eisen, Bioinformatiker an der University of California, Berkeley und dem Lawrence Berkeley National Laboratory. Der Aufruf richtete an alle Wissenschaftler die Aufforderung sich zu verpflichten, ab September 2001 die Überlassung von Fachartikeln an die Zeitschriften einzustellen, die den vollen Text der Fachartikel nach Ablauf von sechs Monaten seit Veröffentlichung nicht frei verfügbar machten.
Nachdem der Nobelpreisträger und ehemalige Direktor des National Institutes of Health Harold Varmus zu ihnen stieß, konzentrierten sich die PLOS-Organisatoren darauf, ihre eigene Publikationsplattform aufzubauen. Dabei orientierten sie sich am Open-Access-Modell des britischen BioMed-Central-Verlags, in dem wissenschaftliche, frei verfügbare Veröffentlichungen in Zeitschriften wie Genome Biology und dem Journal of Biology seit Ende 1999 erfolgten. Als Anschubfinanzierung erhielten sie neun Millionen Dollar von der Gordon and Betty Moore Foundation, einer von Computerpionier Gordon Moore und seiner Frau gegründeten Stiftung, die unter anderem Wissenschaft fördert.

## Veröffentlichungen
Einige Zeitschriften wie die Proceedings of the National Academy of Sciences erklärten ihre Zustimmung zu diesen Regeln. Andere Fachzeitschriften, einschließlich der hochangesehenen Magazine Nature und Science, beschränkten sich dagegen auf die Erlaubnis an ihre Autoren, ihre Beiträge in eigenen Archiven zu veröffentlichen.
Als Verlag nahm die Public Library of Science ihre volle Tätigkeit am 13. Oktober 2003 mit der Veröffentlichung von Artikeln, die von anderen angesehenen Wissenschaftlern der gleichen Fachrichtungen überprüft worden waren (sog. Peer-Review), sowohl als gedrucktes als auch als Online-Fachzeitschrift mit der Zeitschrift PLOS Biology auf, die in der Folge um weitere Titel ergänzt wurde.
Zur Finanzierung der Zeitschriften verlangt das Geschäftsmodell, dass die Autoren (im Gegensatz zu den Gepflogenheiten bei konventionellen Zeitschriften) die Kosten der Publikation übernehmen.
Die Public-Library-of-Science-Initiative hat ähnliche Projekte in Europa angestoßen. Die bekannteste darunter ist die im Anschluss an eine Tagung der Max-Planck-Gesellschaft verfasste Berliner Erklärung. In der Folge haben sich neben der Max-Planck-Gesellschaft auch andere Institutionen zur Wissenschaftsförderung dazu entschieden, Autoren eine Kostenunterstützung bei der Publikation in Open-Access-Medien zu gewähren.
Die Zeitschrift PLOS Biology hat einen Impact Factor von 9,3 (2014) und PLOS Medicine einen von 14,4 (2014).

### PLOS Currents
Harold Varmus gab am 20. August 2009 bekannt, dass mit PLoS Currents: Influenca ein neues Projekt gestartet werde, um die Bekämpfung der H1N1-Grippe, durch schnelle Veröffentlichung von wissenschaftlichen Artikeln zu diesem Thema, voranzubringen.